# Georges de Nantes
Georges de Nantes, né à Toulon le 3 avril 1924 et mort à Saint-Parres-lès-Vaudes le 15 février 2010, plus connu sous le nom de l'abbé de Nantes, est un prêtre catholique traditionaliste fondateur de la Ligue de la contre-réforme catholique, considérée comme une dérive sectaire par l'Unadfi. 
Le mouvement de l'abbé de Nantes sera renommé au XXIe siècle, après l'échec de ses prédictions millénaristes, Ligue de la contre-réforme catholique, abrégé en « CRC ». 
Il est frappé de suspense a divinis en 1966, sanction canonique interdisant d'administrer des sacrements par les autorités de l'Église catholique. 
Ses adeptes le considèrent comme « l'homme de Dieu mis au monde pour vaincre l'Anti-Christ ».

## Biographie

### Jeunesse
Georges de Nantes est né dans une famille d'ancienne bourgeoisie originaire du Dauphiné.

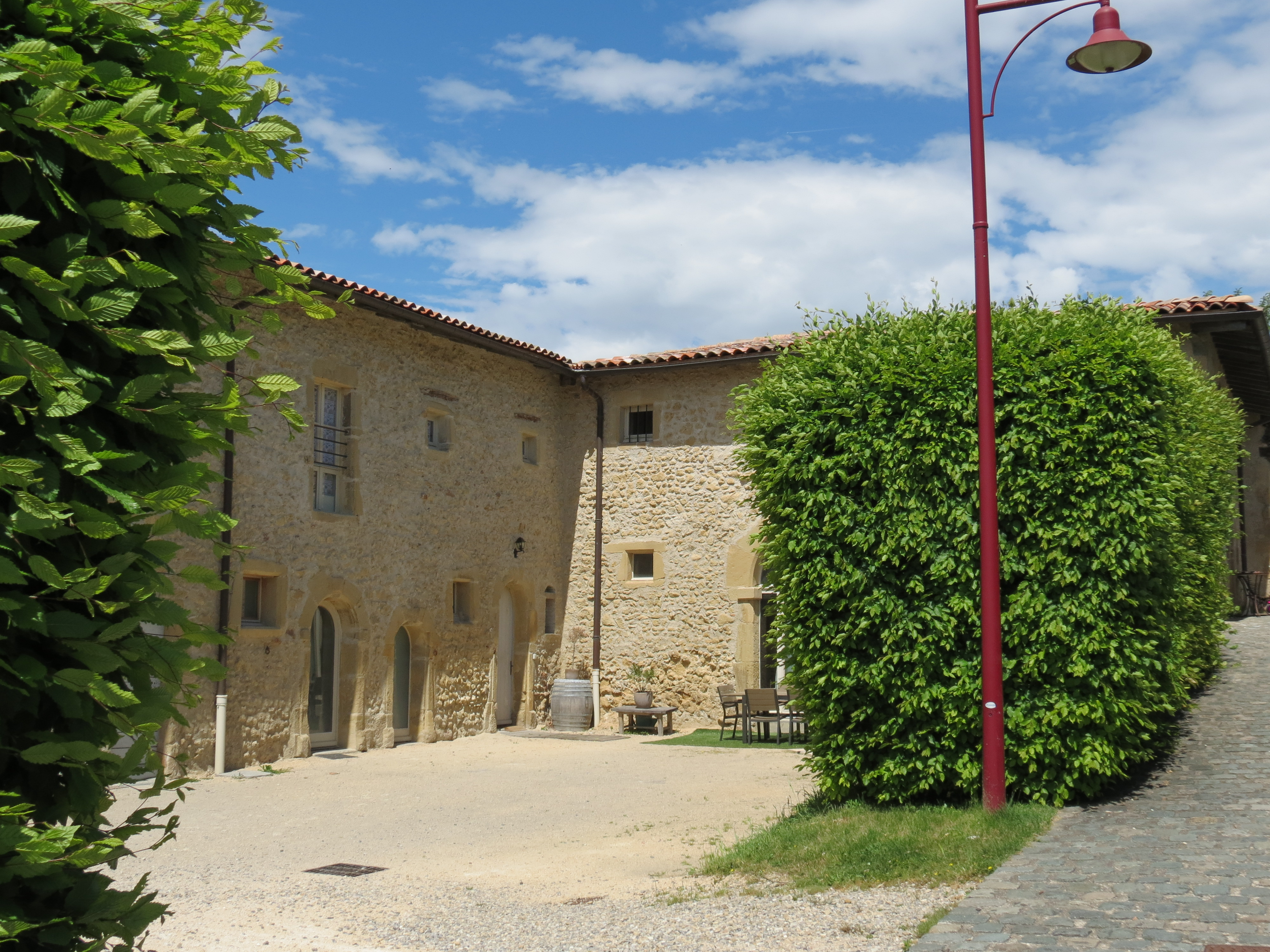
Le château de Chonas-l'Amballan.

Le site de son mouvement affirme que cette famille est de tradition catholique et proche de l'Action française, établie au château de Chonas-l'Amballan. Georges de Nantes est le fils de Marc de Nantes, officier de marine. En juin 1942, il entre aux Chantiers de la jeunesse du général de la Porte du Theil comme engagé volontaire. Il quitte cette formation pour rejoindre le séminaire en octobre 1943.

### Prêtrise et ministère
Ordonné prêtre le 27 mars 1948 par Alexandre Caillot, évêque de Grenoble, il enseigne la philosophie et la théologie au noviciat des Frères missionnaires des campagnes. En 1958, il est nommé curé de Villemaur-sur-Vanne, dans l'Aube. Il décide d'y créer une congrégation de moines missionnaires, à l'imitation de Charles de Foucauld, sous l'impulsion de Gabriel Théry. Georges donne le nom de Petits Frères du Sacré-Cœur de Jésus à sa communauté, qui sera déplacée ensuite dans un manoir d'industriel à Saint Parres-Les-Vaudes. Cette communauté comporte aujourd'hui plus d'une centaine de moines et moniales, bien que son statut soit très flou.

## Rupture avec l'Église
Sous le pseudonyme d’Amicus, il rédige des écrits polémiques et politiques dans l'hebdomadaire maurrassien Aspects de la France. En 1950, il est exclu de sa charge d'enseignement « en raison de ses articles dans le journal royaliste d’extrême droite Aspects de la France et de sa dévotion envers le régime de Vichy », selon Jean-Yves Camus. Après avoir été également renvoyé du diocèse de Paris en 1952 pour ses positions d'extrême droite, il cesse son activité polémique et devient professeur de philosophie dans des collèges. Avec sa communauté composée d'anciens élèves, il s'installe malgré la défense de son évêque à Saint-Parres-lès-Vaudes (Aube), ce qui lui vaut alors d'être déclaré suspens ab officio le 15 septembre 1963 par Julien Le Couëdic, évêque de Troyes,, et suspens a divinis le 25 août 1966.
En 1969, la Congrégation pour la doctrine de la foi lui notifie que, puisque Georges de Nantes « récuse le droit de la S. Congrégation pour la Doctrine de la Foi d’exiger de lui une soumission, et […] confirme ses positions antérieures concernant le Concile [Vatican II], l'aggiornamento de l’Église, l'épiscopat de sa nation, les "hérésies" de Paul VI et l'appel adressé au clergé romain en vue de sa déposition canonique », la Congrégation pour la doctrine de la foi « ne peut que prendre acte de ce refus opposé à sa légitime autorité en constatant avec une extrême tristesse qu’en se révoltant de la sorte contre le Magistère et la hiérarchie catholique, M. l'Abbé de Nantes disqualifie l’ensemble de ses écrits et de ses activités, par lesquels il prétend servir l'Église tout en donnant l’exemple de la révolte contre l'épiscopat de son pays et contre le Pontife romain lui-même. »

### Écrits et «prophéties»
Il accuse Paul VI de faire de l'Église catholique un « Mouvement d'Animation Spirituelle de la Démocratie Universelle » (MASDU).
Il annonce la victoire de l'Église sur l'Antéchrist, la conversion totale du monde au catholicisme, et appuie son discours sur les apparitions de Fátima et sur la demande que celle-ci aurait faite de consacrer la Russie à son Cœur immaculé et qui n'aurait pas été réalisée, malgré les affirmations épistolaires de Lúcia dos Santos. Georges de Nantes estime qu'il s'agit là d'un complot.

Dans un passage d'une publication de la C.R.C. de 1976 (« L'Église face aux dictatures »), Georges de Nantes demande à ses adeptes d'être reconnaissants envers Adolf Hitler pour la lutte contre le bolchévisme et la Shoah. Le texte original est le suivant, l'auteur discutant de la responsabilité des « catholiques [qui] étaient nombreux dans la Wehrmacht » pendant la Seconde Guerre Mondiale : 
« À leur décharge, il faut se souvenir que l'Allemagne Hitlérienne voulait débarrasser le monde du fléau bolchévique (et aussi de l'autre fléau, que par prudence je ne nomme pas, mais qu'on devine, qu'on ne voit que trop, revenu dominer conjointement avec le Bolchévisme). À leur charge, il faut rappeler les tares inacceptables de la philosophie pangermaniste et les crimes du nazisme. »
Selon Georges de Nantes, la « puissance raciale juive » est « ennemie de la chrétienté ». 
À partir des années 1980, il annonce des évènements apocalyptiques à diverses reprises : « L'analyste politique que je suis le déclare sérieusement : les trois-quarts d'entre nous mourront d'ici trois ans, dans l'horreur d'un conflit mondial apocalyptique », « Le débarquement des sous-marins soviétiques en rade de Brest, la capitulation sans honneur et sans condition, l'esclavage, la famine, la déportation et l'apostasie de tout un peuple ». 
Malgré l'échec de ses précédentes prédictions, Georges de Nantes déclare « l'an 2000 ne passera pas que tout soit accompli ».

### Rupture avec l’Église catholique
Il désire un nouveau concile qu'il nomme Vatican III, « pour supprimer les erreurs du concile Vatican II » et affirme être en communion avec le pape et les évêques, mais il est déclaré suspens a divinis par l'évêque de Troyes le 25 août 1966,, à la suite de la publication non autorisée de sa correspondance avec le cardinal Ottaviani, sans pour autant être excommunié. Il est alors très médiatisé, malgré les condamnations récurrentes et le refus de l'évêque de Grenoble de lui renouveler son celebret, document qui lui permet d'attester qu'il peut célébrer la messe. En 1969, la Congrégation pour la doctrine de la foi « constate qu’en se révoltant contre le Magistère et la hiérarchie catholique, M. l’Abbé de Nantes disqualifie l’ensemble de ses écrits et de ses activités, par lesquels il prétend servir l’Église tout en donnant l’exemple de la révolte contre l’épiscopat de son pays et contre le Pontife romain lui-même ».

### Création de la CRC
En 1970, il donne à son mouvement le nom de Ligue de la contre-réforme catholique, et crée une communauté féminine l'année suivante, la "Maison Sainte-Marie", qui marquera les débuts d'une pratique de participation gratuite et parfois forcée aux travaux d'entretien et de construction des bâtiments de la communauté, par ses membres ou par les adeptes de Georges de Nantes. 
En 1973, il essaie de remettre à Paul VI un libelle dénonçant le pape comme « hérétique, schismatique et fauteur de scandale ». Mais son groupe de fidèles se heurte à un cordon de police. « Le libelle, qui a quand même pu être transmis à la curie romaine, devait être retourné moins d'une heure plus tard à l'abbé de Nantes. Sa démarche avait été qualifiée par l'Osservatore Romano, le 7 avril, de « geste arrogant et fanatique (…) gravement offensant pour la personne et le ministère du vicaire du Christ », selon le journal Le Monde. À ce sujet il fait l'objet d'une radioscopie de Jacques Chancel, qui vouait un intérêt particulier aux groupes marginaux.

### Qualification de secte ou dérive sectaire
Son organisation est classée parmi les dix plus importants mouvements sectaires par un rapport parlementaire de 1995, sous le nom de la communauté religieuse. 
L'Église catholique condamne des dérives sur le plan dogmatique (évocation du « couple éternel de Jésus et de Marie ») et l'insoumission de Georges de Nantes. Certaines associations « anti-sectes » dénoncent quant à elles des pratiques qu'elles jugent abusives, parmi lesquelles figure un « baiser mystique » qui aurait été donné par l'abbé à certains membres de sa communauté,.
D'autres pratiques sont caractéristiques, comme la culpabilisation dès la petite enfance, l'intimidation et la manipulation à très haut niveau. On conseille ainsi aux petits enfants de se jeter dans les orties car leur souffrance serait de plus grande valeur pour la rédemption, après les avoir menacés de souffrir éternellement. Les menaces envers les adultes sont d'autant plus fortes et diverses. 
La crise la plus importante pour le mouvement a lieu en 1989. Onze membres quittent la communauté en mettant en cause l'honnêteté de Georges de Nantes, voire en l'accusant d'attouchements. Ils vont fonder de leur côté une communauté parallèle, mais dégagée de l'autorité de l'abbé. À cause du scandale, le nombre d'adeptes de Georges de Nantes, assez important, va alors quasiment totalement s'effondrer. De 25 000 membres dans les années 1970, le mouvement ne compte alors plus que 200 à 300 familles d'adeptes et une petite centaine de religieux. Certains membres de la communauté vivaient reclus, à Saint-Parres-lès-Vaudes, où les habitants les surnommaient « oies blanches » à cause de la soutane blanche que portaient certains hommes. 
Le 1er juillet 1997, il est frappé par un interdit qui l'envoie en exil dans un monastère en Suisse à Hauterive, où il ne reste que trois mois,. De retour en France, alors qu'il s'était engagé à ne pas revenir, l'abbé de Nantes fait appel de ses sanctions auprès du tribunal de la Signature apostolique, appel rejeté en 2000.

## Sanctions disciplinaires
Suspendu ab officio le 15 septembre 1963 par l'évêque de Troyes, il est suspendu a divinis par l'évêque de Troyes le 25 août 1966. Il est finalement frappé d'interdit le 1er juillet 1997 par Gérard Daucourt, évêque de Troyes. Malgré trois recours — le premier adressé en 1997 à Daucourt, le second la même année adressé à la congrégation pour la doctrine de la foi, le dernier adressé en 1998 au tribunal suprême de la Signature apostolique — les sanctions ne seront jamais levées,, malgré les contestations de Georges de Nantes.

## Dernières années
Selon la journaliste du magazine catholique Monde & Vie, Claire Thomas, il aurait affirmé lui-même avoir surmonté trois fois la tentation du suicide. 
L'accès à l'église de Saint-Parres-lès-Vaudes pour la messe d’enterrement est refusé par le diocèse, à la demande de la nonciature apostolique.

## Œuvres
- Lettres à mes amis 1956-1962, 1962.
- La contre réforme catholique au XXe siècle (publication du mouvement)
- Les 150 points de la Phalange : Catholique, royale, communautaire, Association de la Contre-réforme catholique au XXe siècle (1996)
- Le Coran, avec Bruno Bonnet-Eymard, La Contre-Réforme catholique (1997)
- Un Curé et la sainte Vierge : 1849-1903, La Contre-Réforme catholique (1985)
- Pour l'Église : 1948-1963, avec Michel de la Sainte-Trinité
- Mémoires et récits, Renaissance catholique (1988)
- Pages mystiques, Éd. de la Contre-Réforme catholique (1996)
- Liber accusationis : à notre Saint Père le pape Paul VI, par la grâce de Dieu et la loi de l'Église juge souverain de tous les fidèles du Christ, plainte pour hérésie, schisme et scandale au sujet de notre frère dans la foi, le pape Paul VI, remis au Saint-Siège le 10 avril 1973, avec la communion phalangiste, La Contre-Réforme catholique (1973)